# Wekiwa Springs
Wekiwa Springs – jednostka osadnicza w Stanach Zjednoczonych, w stanie Floryda, w hrabstwie Seminole.